# Eucla Nemzeti Park
Az Eucla Nemzeti Park Nyugat-Ausztráliában található, Perthtől 1238 kilométernyire keletre a Nagy-Ausztrál-öböl közelében. A parkban található a Wilson Bluff és a Delisser-homokhegyek. A területen főleg bokros eukaliptuszfélék és a szárazabb területeket előnyben részesítő fenyérek találhatók. A vadvirágok, mint amilyen például a Templetonia retusa, az egész környéken megtalálhatóak. Az aggófüvek is megtalálhatóak a park mészköves részein.
A nemzeti parkot az Eyre főútvonalon lehet megközelíteni, amely a parkot északról határolja. Mivel a park területén belül nincsenek kiépített utak, ezért kizárólag négykerék meghajtású terepjárókkal szabad a park területén közlekedni.
A nemzeti park területén tilos a sátorozás, a legközelebbi kemping Euclában található.
Az Eucla Táviróállomás történelmi épületének romjai a park nyugati részén találhatóak. Az épületeket lassanként elfedi a sivatag homokja.

## Képgaléria

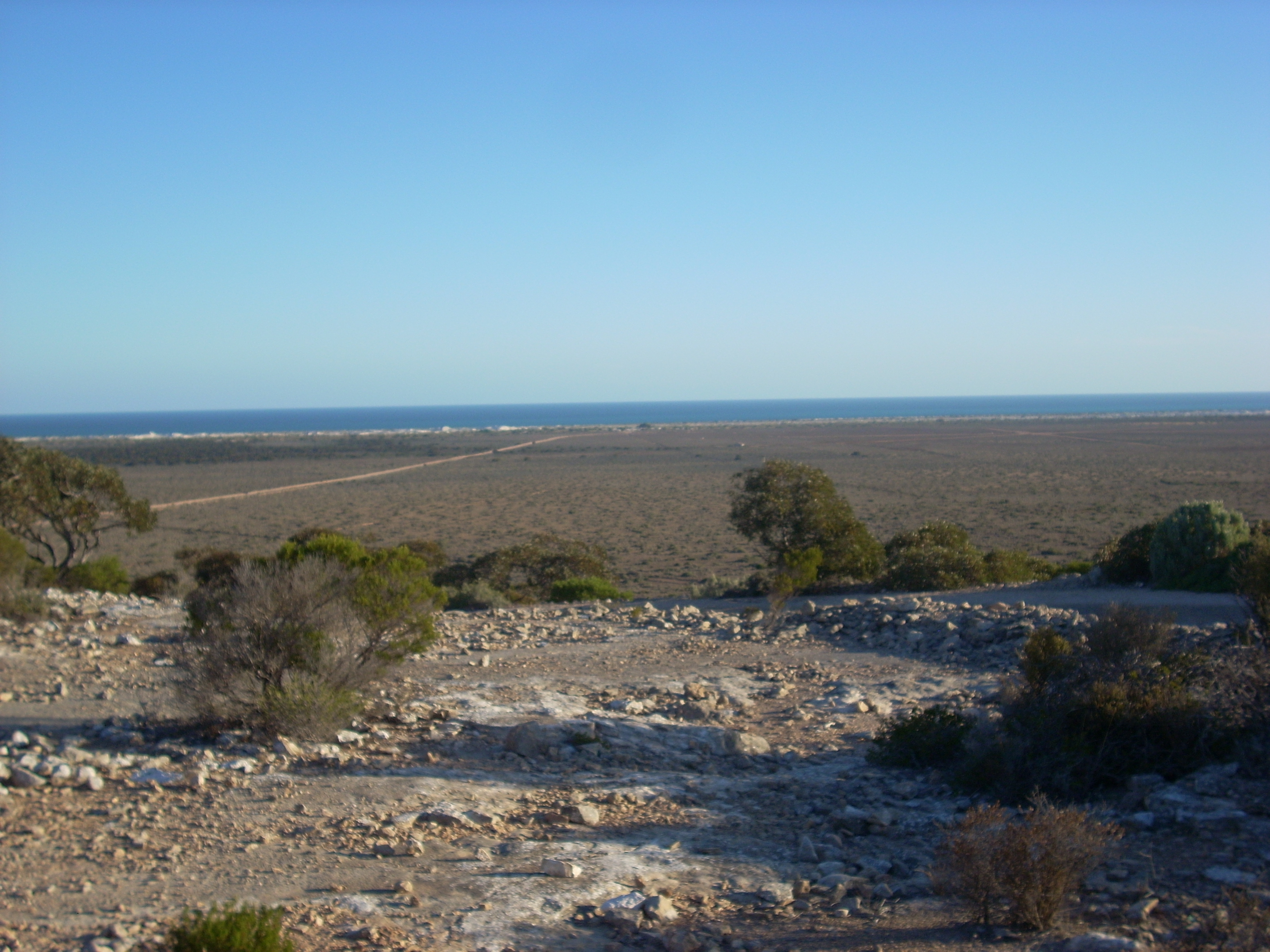
Kilátás a tengerpartra az Eucla Pass felől
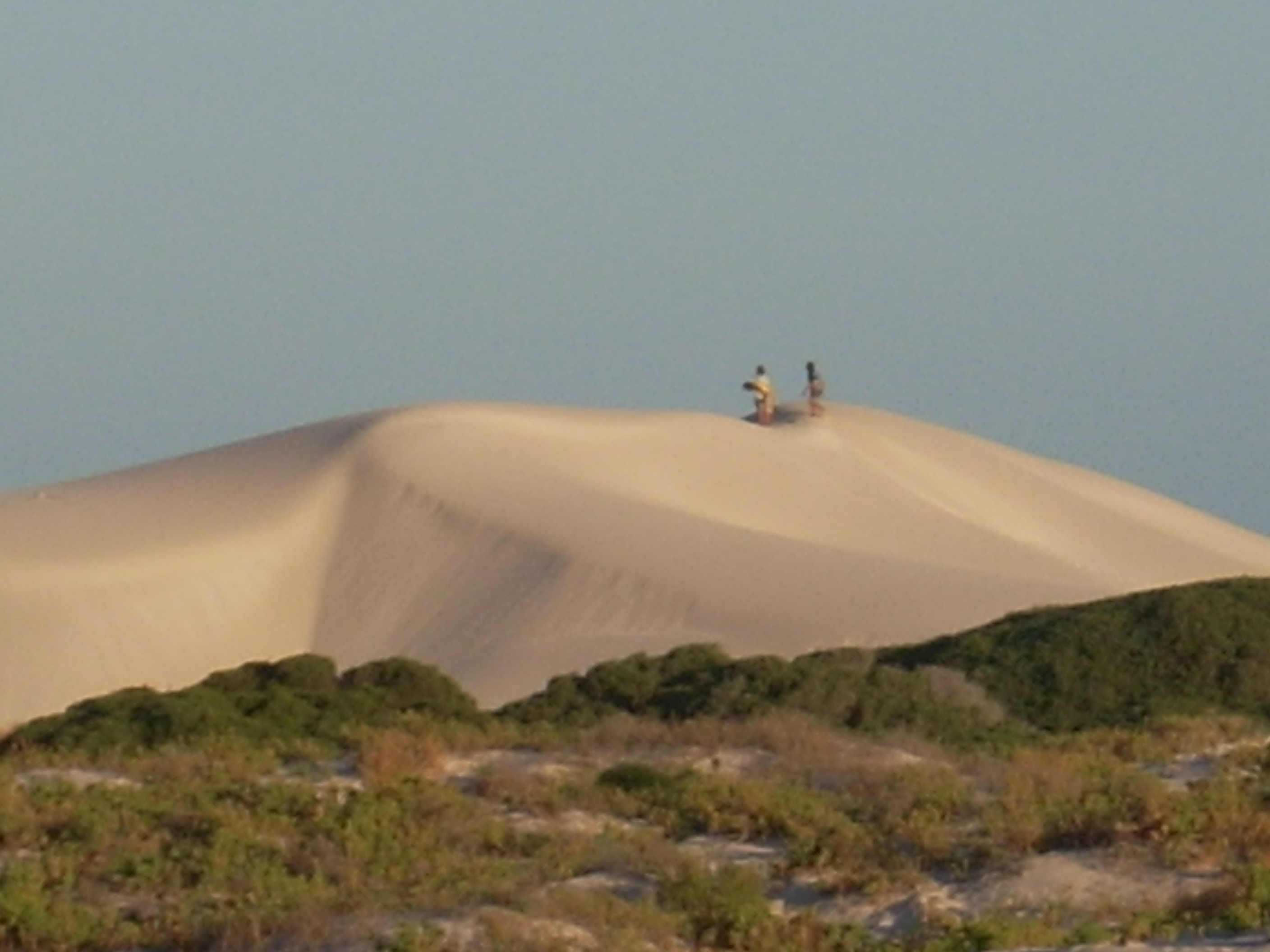
Homokdűnék Eucla mellett

## Fordítás
Ez a szócikk részben vagy egészben  az   Eucla National Park című angol Wikipédia-szócikk ezen változatának fordításán alapul.  Az eredeti cikk szerkesztőit annak laptörténete sorolja fel. Ez a jelzés csupán a megfogalmazás eredetét és a szerzői jogokat jelzi, nem szolgál a cikkben szereplő információk forrásmegjelöléseként.